# Alexandros Zaimis

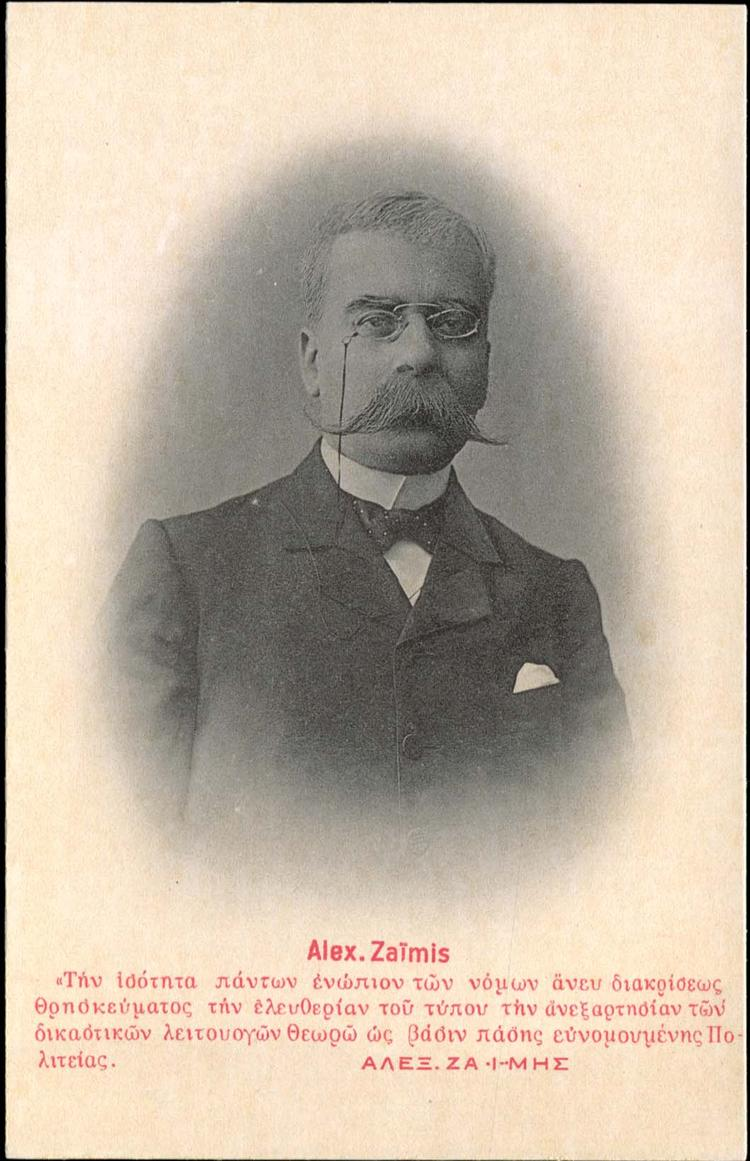
Alexandros Zaimis

Alexandros Zaimis (griechisch Ἀλέξανδρος Ζαΐμης; * 9. November 1855; † 15. September 1936 in Wien) war ein griechischer Politiker. Der Sohn von Thrasivoulos Zaimis, einem ehemaligen griechischen Premierminister, stieg bereits in jungen Jahren ins politische Geschäft ein, wurde 1885 Parlamentarier und 1897 erstmals Premierminister. 1906 wurde er Hochkommissar des Kretischen Staates bis zur Union mit Griechenland.
1917 wurde er erneut griechischer Premierminister unter König Georg, während Eleftherios Venizelos eine Gegenregierung in Nordgriechenland etablierte. Im Juni desselben Jahres gab er sein Amt unter Druck der Entente zugunsten Venizelos auf.
Als moderat Konservativer übernahm er wiederum das Amt des Premierministers von 1926 bis 1928 in einer Koalitionsregierung der Venizelisten mit moderat Konservativen. Er amtierte als Staatspräsident von 1929 bis zur Wiedererrichtung der Monarchie 1935.
Er war mit der Wiener Krankenpflegerin Sophie Kunerth verheiratet und starb 1936 in Wien.